# Lewis Gun

A Lewis golyószórót az amerikai hadsereg ezredese, Newton Lewis tervezte 1911-ben. Miután Lewis évekig hiába próbálta eladni a hadseregnek  a fegyvert, 1913-ban gondolt egyet és Európába hajózott, egész pontosan Belgiumba. A belgák hamar felismerték a fegyver előnyeit és gyorsan rendszerbe is állították. A németek először 1914-ben ismerkedtek meg a fegyverrel és csak a „belga csörgőkígyó”-ként emlegették. A háború kitörése után, az angolok is rendszerbe állították 1915-ben. Az amerikaiak is rendszeresítették 1917-ben, de hamar leváltotta a BAR golyószóró. A fegyver csövét egy speciális alumínium borítással vették körbe, ami a torkolattüzet kihasználva hideg levegőt juttatott a szerkezetbe. Mivel a fegyver léghűtéses, ezért aránylag könnyű, egy ember elég volt a mozgatásához és a működtetéséhez is. Előszeretettel alkalmazták repülőkön, ahol a menetszél miatt, még az alumínium köpenyre sem volt szükség a cső hűtéséhez. A Lewis egy 47 lőszer befogadására alkalmas dobtárral rendelkezett, amit a fegyver tetején helyeztek el. Később bevezettek egy 97 db-os tárat is, repülőfedélzeti használatra.

## Fordítás
- Ez a szócikk részben vagy egészben az Lewis Gun című angol Wikipédia-szócikk ezen változatának fordításán alapul.  Az eredeti cikk szerkesztőit annak laptörténete sorolja fel. Ez a jelzés csupán a megfogalmazás eredetét és a szerzői jogokat jelzi, nem szolgál a cikkben szereplő információk forrásmegjelöléseként.

## Külső hivatkozások
- Lewis Gun leírása(angolul)